# Toccata (Prokofjew)
Die Toccata in d-Moll opus 11 ist ein Werk für Klavier von Sergei Prokofjew aus dem Jahr 1912. Sie ist ein Vorzeigebeispiel für die moderne Toccata, die sich seit Bach über Schumann stark verändert hat. Die Uraufführung erfolgte am 10. Dezember 1916 in St. Petersburg, der Komponist spielte selbst am Klavier.

## Stil
1941 stellte der Komponist in der Zeitschrift "Sowjetskaja Musyka" die stilistischen Hauptlinien seines Schaffens dar. Zuerst verfolgte er eine klassische Linie, dann die Linie einer ganz neuen Harmonik, dann die motorische Linie und schließlich die lyrische Linie. Die dritte Linie, die motorische, bezeichnete der Komponist häufig auch als "Toccaten-Linie", und als das herausragendste Beispiel dieses Stils betrachtete er seine Toccata op. 11. Auch wenn für Prokofjew dieses Element das unwichtigste war, so ist es doch für viele Zuhörer, welche Lyrik, Klassizismus und auch kühne Harmonik von anderen gewohnt sind, das markanteste Stilmerkmal Prokofjews. Inspiriert zu dieser Stillinie wurde er von der Toccata op. 7 von Robert Schumann, welche Prokofjew stark beeinflusst hat.

## Musik
Während bei Bach die Form eigentlich keine Definition hatte, sondern die Definition darin bestand, dass die Toccata ein improvisiertes Stück sei, sind vor allem die Toccaten des 20. Jahrhunderts, von Komponisten wie Ravel, Kabalewski und Chatschaturian, stets von einem pulsierenden Rhythmus geprägt. So ist auch dieses Stück, für Prokofjew typisch, von einer besonderen rhythmischen Vitalität. Das Stück birgt allerdings noch mehr Innovationen. Es ist das erste Stück der Musikgeschichte, das keine merkbare Melodie enthält, sondern lediglich aus gebrochenen Akkorden, Repetitionen oder sonstigen melodieartigen Fragmenten besteht.
Das Stück beginnt mit einer anhaltenden Repetition der Note D, wobei abwechselnd die linke Hand eine Oktave spielt und die rechte Hand die obere Note dieser Oktave repetiert. Nach dieser Art Einleitung folgt eine Entwicklung, wobei die rechte Hand stets nur einzelne Noten eines zerlegten Stammakkords spielt, während die linke Hand über die rechte Hand hin- und herspringt.
Das Stück setzt sich auf ähnliche Art mit zerlegten Terzen, chromatischen Tonleitern und ähnlichen Elementen fort. Am Ende des Stückes steht ein eindrucksvolles Glissando.

## Bearbeitungen
Sergei Leonov erstellte eine Orchesterfassung. Bearbeitungen für Orgel existieren u. a. von Jean Guillou (1972) und Wolfgang Sebastian Meyer (1936–1966).

## Diskographie
Viele virtuose Pianisten haben dieses Stück aufgenommen. Unter der Unzahl an Aufnahmen stechen vor allem die Aufnahme des Komponisten selbst, die von Lazar Berman, die von einer exzellenten dramaturgischen Gestaltung geprägt ist, und die der jungen Martha Argerich, die durch Tempo und Präzision besticht, heraus. Eine weitere bedeutende Aufnahme ist die von Vladimir Horowitz, die besonders eigenwillig ist, Horowitz hat auch einen Teil des Notentextes weggelassen.